# Tapeinosperma squarrosum
Tapeinosperma squarrosum är en viveväxtart som beskrevs av Carl Christian Mez. Tapeinosperma squarrosum ingår i släktet Tapeinosperma och familjen viveväxter. Inga underarter finns listade i Catalogue of Life.